# Antasia
Antasia es un género de polillas monotípico perteneciente a la familia Geometridae. El género fue descrito por primera vez por William Warren habiendo sido descrito en 1894. Su única especie, Antasia flavicapitata, conocida (en inglés) como yellow-headed Heath Moth o "polilla del brezo cabeza amarilla", fue descrita por Achille Guenée en 1857 y se encuentra con distribución endémica en el sur de Australia.

## Descripción
Las polillas adultas de esta especie tienen alas delanteras marrones, cada una con dos líneas submarginales pálidas y curvas con bordes oscuros. Cuentan con un área marginal festoneada y una mancha oscura ovalada difusa cerca del centro. Las alas traseras son marrones, cada una con una línea submarginal pálida. La cabeza es pequeña y amarilla. La envergadura alar es de unos 3 centímetros (1,2 plg). La polilla suele volar durante el día.
La cara cuenta con cono de escamas salientes. Los palpos son bastante largos y fuertes. Las antenass son moderadas, levemente bipectinadas, rematadas con fascículos de cilios. El tórax es algo piloso por debajo. Las patas son bastante largas, con los fémures glabros, la tibia posterior no se ve dilatada, cuenta con todos los espolones.